# Cethosia elateia
Cethosia elateia är en fjärilsart som beskrevs av Hans Fruhstorfer 1912. Cethosia elateia ingår i släktet Cethosia och familjen praktfjärilar. Inga underarter finns listade i Catalogue of Life.